# Capéran de Sesques
Le Capéran de Sesques est une aiguille rocheuse de 120 mètres de haut située dans les Pyrénées, dans le département français des Pyrénées-Atlantiques.

## Toponymie
Capéran est la forme francisée du béarnais capéraà qui signifie « curé » ou « chapelain » mais aussi « clocher ».

## Géographie
Le Capéran de Sesques est situé sur une arête du pic de Sesques entre les vallées d'Ossau et d'Aspe.

## Histoire
Longtemps réputée impossible, son ascension est effectuée, le 4 juin 1922, par le berger Pierre Bourdieu, seul, pieds nus et sans corde par la face sud. La face nord est conquise par François Cazalet et Roger Mailly en septembre 1937, ce qui est qualifié par Robert Ollivier de « la plus difficile course de rocher réussie à l'époque en France ».